# Hervé de Fontmichel
Hervé Marie Joseph Court de Fontmichel, est un homme politique et avocat français né à Paris le 26 novembre 1936 et mort à Grasse le 8 août 2011.

## Famille
Hervé de Fontmichel descend d'Antoine Court, seigneur d'Esclapon (1718-1786), négociant en huiles, grains, cuirs et parfums, et armateur, qui appartenait à une famille de la bourgeoisie de Grasse et originaire de Cabris. Antoine Court fut anobli en 1783 par une charge de secrétaire du roi près la Cour des comptes d'Aix,. 
Les fils cadets d'Antoine Court, Michel (1760-1841) et son frère Joseph Court de Fontmichel, portèrent ce nom,, (Fontmichel étant un lieu-dit appartenant à la seigneurie d'Esclapon) à la différence de leur frère aîné, Honoré, nommé Court d'Esclapon,.
Joseph Court de Fontmichel épouse sa nièce Marie Court d'Esclapon, le 15 septembre 1799, ils ont pour descendance l'actuelle famille Court de Fontmichel qui descend du magistrat Antoine Court d'Esclapon,,,.

### Généalogie
- Antoine Court (1718-1786), négociant, secrétaire du Roy près la Cour des cptes d'Aix, est anobli par charge en 1783, Sr d'Esclapon et Fontmichel. Il épouse Françoise Isnard (1722-1805) ;
  - Honoré Court d'Esclapon, négociant, maire de Grasse, Sr d'Esclapon, épouse Honorée de Galimard-Seranon ;
    - Marie Marthe, épouse, « après un enlèvement romanesque »[1], son oncle paternel Joseph Court de Fontmichel, capitaine d'infanterie, maire de Grasse[3],[1],[5],[6] ;
      - Hippolyte Honoré Joseph Court de Fontmichel (1799-1874), épouse le 21 janvier 1841 Caroline de Roys de Lédignan ;
        - Gaston Joseph, propriétaire, épouse Aimée Martin ;
          - Marie Antoine Gaston, propriétaire, épouse Simone Huon de Kermadec ;
            - Hervé, avocat, maire de Grasse[7].

  - Michel Court de Fontmichel (1760-1841)
  - Joseph Court de Fontmichel (ci-avant)

## Biographie
Docteur en droit (1965), diplômé de l'Institut d'études politiques de Paris (promotion 1961, section Service Public), correspondant de l'Académie des Beaux-Arts, Hervé de Fontmichel est lauréat de l'Académie des Sciences Morales et Politiques. 
Benjamin du Conseil municipal de Nice de Jean Médecin en 1965 chargé de la Jeunesse et de la Culture, il a un rôle prépondérant dans de grands chantiers comme la construction du Centre dramatique national de Nice, du secteur sauvegardé du Vieux-Nice, du Message Biblique de Chagall et de la Villa Arson, mais aussi dans la restauration du Palais Lascaris et dans la régionalisation du Conservatoire de Musique.
Il siège au Conseil d'État durant 7 ans au titre de membre de la Commission d'accès aux documents administratifs.
Maire de Grasse durant 18 ans, malgré un intermède communiste de 1977 à 1983, conseiller général élu dans le canton de Grasse-Sud de 1985 à 1986, puis dans le canton de Grasse-Nord de 1992 à 1994, il est détrôné aux municipales de 1995 par son adjoint, le MPF Jean-Pierre Leleux, maire de Grasse. Il tient des propos controversés lors des ratonnades de l'été 1973 qui commencent à Grasse. En juillet 1987, il est réélu au poste de maire en s'alliant avec le Front national, et célèbrera « la victoire que souhaite la France profonde ». Sévèrement battu en 1995 (13 % des voix), il siège comme conseiller municipal d'opposition. Ayant effectué trois mandats comme 1er magistrat de la ville, il obtient alors le titre de maire honoraire de Grasse. Il est à l'origine de la commande de la statue en bronze de l'Amiral de Grasse au sculpteur Cyril de La Patellière, érigée sur le Cours Honoré Cresp en 1988.
Il est vice-président du Conseil Général des Alpes-Maritimes de 1979 à 1986 et de 1992 à 1994 et vice-président du Conseil Régional de Provence-Alpes-Côte d'Azur de 1997 à 1998.
Plusieurs fois président de l'association « Axe Alpin », président de l'Association Nationale des Élus de la Route Napoléon de 1971 à 1977, puis de 1983 à 2001, président-fondateur de l'Association Historique du Pays de Grasse de 1975 à 1998, il est délégué régional des œuvres hospitalières françaises de l'ordre de Malte pour la Province Orientale et le Comté de Nice, et ambassadeur de l'ordre souverain de Malte depuis 1978, chevalier de la Légion d'honneur depuis 1995, officier de la Légion d'honneur depuis le 14 juillet 2004 et commandeur des Arts et des Lettres depuis le 9 juin 1997.

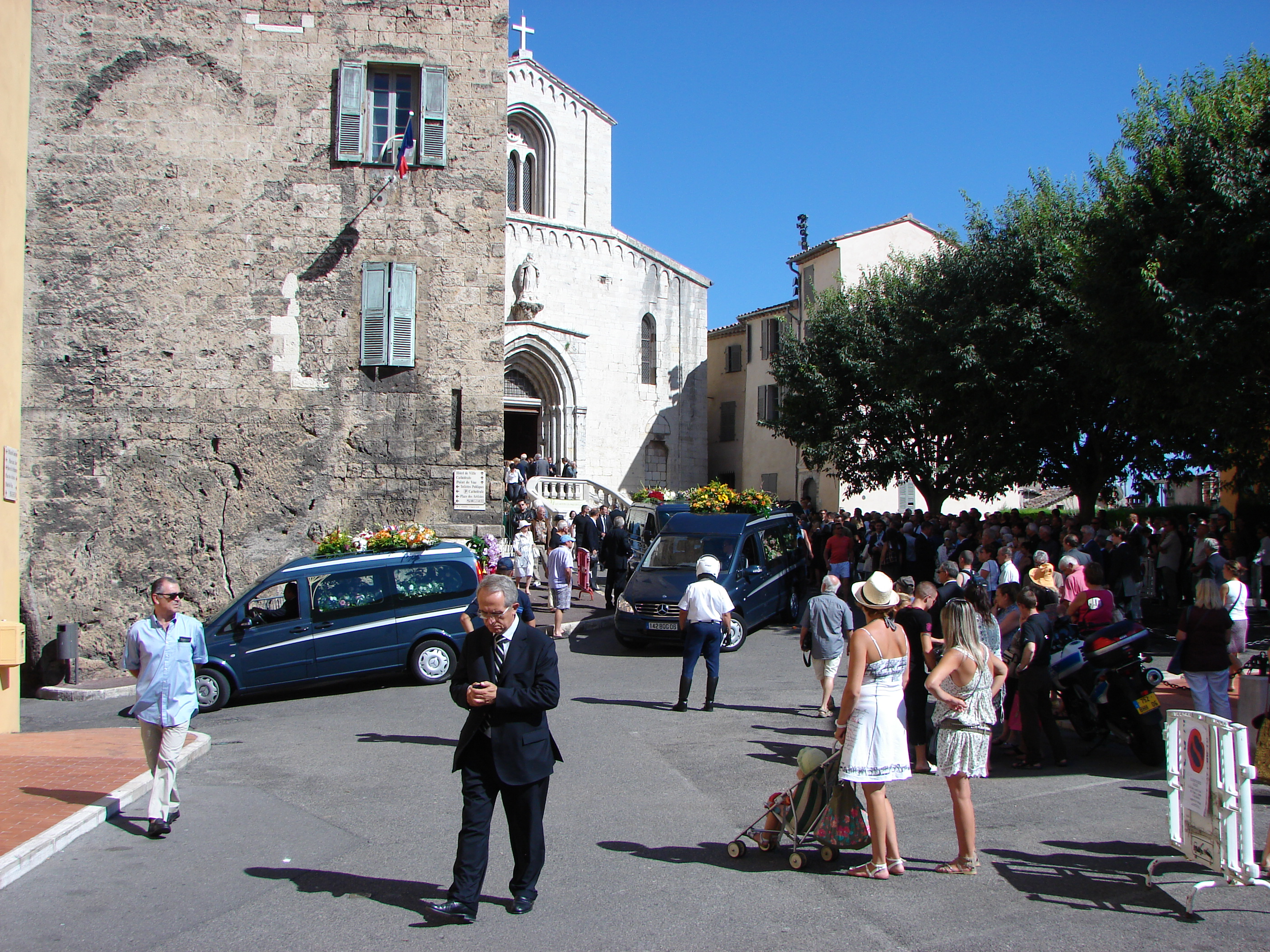
Obsèques d'Hervé Court de Fontmichel à la Cathédrale de Grasse

## Mandats
- 1965-1971 : conseiller municipal de Nice délégué à la Jeunesse et aux Affaires culturelles
- 21 mars 1971-28 mars 1977 : maire de Grasse
- 6 mars 1983-12 juillet 1987 : maire de Grasse
- 12 juillet 1987-19 mars 1989 : maire de Grasse
- 19 mars 1989-19 juin 1995 : maire de Grasse
- 17 mars 1973-1979 : conseiller général du canton de Grasse
- 17 mars 1979-1985 : conseiller général du canton de Grasse et vice-président du Conseil Général des Alpes-Maritimes
- 17 mars 1985-1986 : conseiller général du Canton de Grasse-Sud et Vice-Président du Conseil Général des Alpes-Maritimes
- 29 mars 1992-8 juin 1994 : conseiller général du Canton de Grasse-Nord et vice-président du Conseil Général des Alpes-Maritimes
- 1986-1992 : conseiller régional de Provence-Alpes-Côte d'Azur
- 1992-1998 : conseiller régional de Provence-Alpes-Côte d'Azur
- 1997-1998 : deuxième vice-président du Conseil Régional de Provence-Alpes-Côte d'Azur
- 1995-2001 : conseiller municipal de Grasse

## Décorations
- Officier de la Légion d'honneur[7]
- Commandeur de l'ordre des Arts et des Lettres. Il est fait commandeur lors de la promotion du 28 mai 1997[12].
- Médaille pénitentiaire (1994)[13]

## Armoiries
| Blason de la famille Court de Fontmichel | Gustave Chaix d'Est-Ange mentionne cette « ancienne famille de Provence » dans son Dictionnaire des familles françaises anciennes et notables de 1913, avec des armes issues d'une notice parue dans l'Annuaire de la noblesse de 1893 (d'or à un arbre arraché de sinople, sommé d'un pigeon d'argent, becquetant le fruit de l'arbre ; au chef de gueules chargé de trois étoiles d'or) et mentionne, par ailleurs, Louis Court, qualifié "écuyer" (et conseiller du Roi, substitut du procureur général au Parlement d'Aix), aux mêmes armes enregistrées à l'Armorial général de France de 1696 (et non réservé, cela dit, à la seule noblesse). |